# Vestenanova
Vestenanova là một đô thị ở tỉnh Verona trong vùng Veneto của Ý, có cự ly khoảng 90 km về phía tây của Venice và khoảng 25 km về phía đông bắc của Verona. Tại thời điểm ngày 31 tháng 12 năm 2004, đô thị này có dân số 2.683 người và diện tích là 23,9 km².
Đô thị Vestenanova có các frazioni (đơn vị trực thuộc, chủ yếu là các làng) Castelvero, Bolcavà Vestenavecchia.
Vestenanova giáp các đô thị: Altissimo, Badia Calavena, Chiampo, Crespadoro, San Giovanni Ilarione, San Pietro Mussolino, Selva di Progno và Tregnago.